# Les Berger
Pour les articles homonymes, voir Berger (homonymie).
Le Clan Beaulieu
Les Berger est une série télévisée québécoise en 416 épisodes de 25 minutes scénarisée par Marcel Cabay et diffusée du 8 juin 1970 au 22 mai 1978 à Télé-Métropole et les stations affiliées à TVA.

## Synopsis
Le téléroman Les Berger raconte les péripéties d'une famille vivant dans un quartier populaire de Montréal.

## Fiche technique
- Scénariste : Marcel Cabay
- Réalisation : Jean Claveau, Jacques-Charles Gilliot, Jean-Louis Sueur, Gaétan Bénic et Claude Taillefer
- Décorateur : Raymond Cyr
- Société de production : Télé-Métropole

## Distribution
- Rita Bibeau : Mariette Berger
- Yvan Ducharme : Guy Berger
- Yves Létourneau : Desmarais et Guy Berger
- Claudine Chatel : Ginette Berger
- Steve Fiset : Jean-Claude Berger
- Christine Olivier : Shirley Berger
- Daniel Roussel : Christian Beaulieu
- Diane Arcand : Patricia Beaulieu
- Roland Chenail : Léon-Joseph Beaulieu
- Yves Corbeil : Dominic Marsan
- Diane Dufort : Véronique
- Éric Gaudry : Tony
- Monique Joly : Monique Dubreuil
- Jean-Marie Lemieux : Jean-Claude Perrier
- Marie-Josée Longchamps : Marie-France Leclerc
- Monique Miller : Rachel Bonin
- Danielle Ouimet : Olivia Ferguson
- Béatrice Picard : Janine Langevin
- Yvon Thiboutot : Valentin
- Lionel Villeneuve : Paul Langevin
- Paul Berval : Hector Malo
- Françoise Faucher : Anne-Marie Beaulieu
- Jean Coutu : Éric Marsan
- Clairette Oddera : Stéphanie Moulin
- Paul Desmarteaux : Jean-Baptiste Fiset
- Nicole Germain : Nathalie Beaulieu
- Réjean Lefrançois : Alexandre Beaulieu
- Marc Gélinas : Fred Caruso
- René Simard : Alain Monette
- Roger Michael : Jeff Meermans
- Janine Fluet : Marina et Marie-Louise Lesieur
- Andrée Champagne : Héléna Carrier
- Élizabeth Chouvalidzé : Angèle Chichois